# Francisco Robles Ortega
Francisco Robles Ortega (nascut el 2 de març de 1949) és un cardenal mexicà de l'Església Catòlica, que va rebre el galero el 2007. Actualment serveix com a arquebisbe de Guadalajara. Anteriorment havia servit com a arquebisbe de Monterrey entre el 2003 i el 2011. A més presideix la Conferència Episcopal de Mèxic.

## Biografia
Francisco Robles Ortega va néixer a Mascota, el tercer dels setze fills de Francisco Robles Arreola i Teresa Ortega de Robles. Estudià humanitats al seminari menor de Autlán de Navarro (Jalisco), filosofia a Guadalajara i teologia al seminari de Zamora.
Robles va ser ordenat al presbiterat el 20 de juliol de 1976 pel bisbe José Vásquez Silos, estudiant a continuació a la Pontifícia Universitat Gregoriana de Roma fins al 1979, obtenint la seva llicenciatura en teologia. En tornar a Mèxic, serví com a vicari general d'Autlán i ensenyà filosofia i teologia al seu seminari. Va ser fet administrador diocesà d'Autlán en morir el bisbe Vásquez Silos al juliol de 1990.
El 30 d'abril de 1991, Robles va ser nomenat bisbe titular de Bossa i auxiliar de Toluca pel Papa Joan Pau II. Rebé la seva consagracio episcopal el 5 de juny següent del bisbe Alfredo Torres Romero, amb els bisbes José Hernández González i Javier Lozano Barragán servint com a co-consagradors a la catedral de Toluca.
Robles posteriorment va ser nomenat administrador diocesà de Toluca després de la mort del bisbe Torres Romero el 15 d'octubre de 1995. Finalment, el 15 de juny de 1996 va ser nomenat bisbe de Toluca, prenent possessió de la seu el 15 de juliol següent. El 25 de gener de 2003 va ser nomenat arquebisbe de Monterrey.

### Cardenalat
El papa Benet XVI el creà cardenal prevere de Santa Maria della Presentazione al consistori del 24 de novembre de 2007, prenent possessió de l'església titular el 28 d'octubre de 2008. El cardenal Robles Ortega podrà participar en qualsevol conclave fins que acompleixi els 80 anys, el 2 de març de 2029.
El 5 de gener de 2011 va ser nomenat entre els 5 primers membres del nou Consell Pontifici per a la Promoció de la Nova Evangelització.
El 7 de desembre de 2011 el cardenal Robles va ser nomenat per substituir Juan Sandoval Íñiguez al capdavant de l'arquebisbat de Guadalajara, que ja havia arribat a l'edat a la jubilació. Com a resultat, la seu de Monterrey quedà vacant. El 24 de novembre de 2012 va ser nomenat membre del consell pontifici per a les Comunicacions Socials. El 16 de desembre de 2013 va ser nomenat membre de la congregació per als Bisbes per a un termini de 5 anys renovable.

## Opinions

### Polítiques sobre les drogues
Mentre que era arquebisbe de Monterrey demanà als partits polítics i organitzacions del país que prenguessin mesures per evitar infiltracions als seus cossos dels narcotraficants.

### Secularisme en educació
El cardenal Robles afirmà que «estem en contra del canvi proposat pel decret per reformar l'Article 3 de la Constitució perquè busca encoratjar el secularisme a les institucions educatives privades, eliminant l'assignatura de religió, que dona als joves valors morals.»

### Pobresa i humilitat
En nomenar l'arquebisbe Francisco Robles de Monterrey com un dels nous 23 cardenals, els analistes vaticans afirmaren que havien escollit un clergue que demana pels pobres i demana als fidels a abraçar la humilitat.

### Política familiar
El cardenal Robles ha dit que la família «és una institució que és natural, que és la base de la societat», i va advertir a aquells que s'oposen a una nova llei que protegiria no tractar de «suplantar una institució tan important com la família.»